# しろくじちゃんが寝る前にほめるラジオ
『しろくじちゃんが寝る前にほめるラジオ』（しろくじちゃんがねるまえにほめるラジオ）は、2022年9月27日からCBCラジオで放送されているバラエティ番組。

## 概要
CBCラジオの若手社員で立ち上げた「みらいプロジェクト」チームにより企画、制作。シロナガスクジラのゆるキャラ「しろくじちゃん」とお笑いコンビ「アホロートル」が進行を務め、聴取者を褒めて癒すヒーリング番組となっている。
2022年の開始当初、火曜日から金曜日で10分間の放送であったが、2023年4月の改編で『しろくじちゃんとアホロートルが寝る前にほめるラジオ』『 - 昼下がりにほめるラジオ』の2番組体制となる。同年10月の改編で『 - 明け方にほめるラジオ』が加わり、早朝、昼、夜の3番組体制となった。2023年12月から『 - 明け方にほめるラジオ』は金曜日のみの放送になる。2024年10月の改編で『 - 日曜日にほめるラジオ』が加わり、週末の放送が開始され4番組体制となる。
また、「寝る前版（2023年4月以降）」と「昼下がり版」についてはPodcastで配信している。
2023年以降は、寝る前にほめるラジオのスピンオフとして、『ばんちゃんが新年にほめる特ばん』が1月2日・3日の午前6時半に放送されており、同年には大晦日12月31日の同時間に『ばんちゃんが大晦日にほめる特ばん』が放送。こちらはしろくじちゃんの友達であるコバンザメのゆるキャラ「ばんちゃん」とイイダコのゆるキャラ「いっちゃん」、アオリイカのゆるキャラ「青山ゲソ」が進行を務める。

## 放送時間

### 現在
しろくじちゃんとアホロートルが寝る前にほめるラジオ
放送期間：2023年4月3日 -
毎週月曜 20:30 - 21:00
- 放送開始時から2025年3月24日までは月曜日20:00 - 20:30の放送であった。
- 月曜日に『CBCドラゴンズスペシャル』が放送される場合は、中継終了後の21時以降に繰り下げて放送。
- 2024年12月30日は、輝く!日本レコード大賞（TBSラジオ制作）が放送される為、同日15時に移動して放送。後述の通り、年末編成の都合で「昼下がり版」が17時19分に移動した為、この日に限り「寝る前版」が先に放送された。

しろくじちゃんとアホロートルが昼下がりにほめるラジオ
放送期間：2023年4月3日 -
毎週月曜 - 水曜 13:40頃 - 13:50頃
- 『北野誠のズバリ』に内包。2023年3月30日まで同時間帯にて放送された『朗読のミカタ』（TBSラジオ制作）の後番組として放送しており、当番組開始前にJRNネットワークセールスとしてのCM枠を設けている。
- 放送開始時は月曜日 - 木曜日の放送であったが、2025年4月からは月曜 - 水曜の放送となった。
- 年末年始は当該時間帯に年末年始特番、ニューイヤー駅伝中継（TBSラジオ制作。毎年1月1日放送）、箱根駅伝中継（文化放送制作。毎年1月2日-3日放送）が放送される為、単独番組として17：19頃に移動して放送する場合がある[7]。実施日と駅伝中継を除いた各日の放送番組は以下の通り。
  - 2024年1月：2日・3日・4日。4日はドラ魂キング新春特番の為。なお、2024年1月1日にも放送時間を移動して放送予定だったが、当日に能登半島地震が発生し関連ニュースを放送する為休止。当該回はPodcastで後日配信された。
  - 2024年12月：30日・31日。30日は輝く!日本レコード大賞が当日18時～21時台に編成された都合で、「寝る前版」を含めた本来18時～21時台に放送する番組が当該時間帯に移動した為[8]。31日は「北野誠のズバリ 大みそかスペシャル」放送の為。
  - 2025年1月：1日・2日。
- 2025年7月30日は2025年カムチャッカ半島地震関連ニュースの放送した為休止。

しろくじちゃんとアホロートルが明け方にほめるラジオ
放送期間：2023年10月2日 -
毎週金曜 5:25 - 5:30
- 開始時から2023年11月30日までは毎週月曜 - 金曜より同時間帯にて放送。2023年12月1日より毎週金曜日のみの放送。

しろくじちゃんとアホロートルが日曜日にほめるラジオ
放送期間：2024年10月6日 -
毎週日曜 12:55 - 13:00
- 開始時から2025年3月30日までは12:30 - 12:35の放送。

### 過去
しろくじちゃんが寝る前にほめるラジオ
放送期間： 2022年9月27日 - 2023年3月30日
毎週火曜 - 金曜 21:30 - 21:40

## 出演者
- しろくじちゃん　（声：不明）

名古屋市中区新栄に迷い込んだシロナガスクジラのゆるキャラ。温厚な性格で、どんなことでも四六時中褒める。鳴き声は「きゅいきゅーい」。好きな食べ物はオムライスとモンブラン。
- アホロートル

お笑いコンビ。聴取者からの投稿「褒めーる」を紹介するなど、番組の進行役を務める。
2023年12月の第3・4週は収録時に安田が体調不良のため、なかしが代演。
- ばんちゃん　（声：不明）

2023年4月から出演するコバンザメのゆるキャラ。しろくじちゃんの不在時に出演していたが、共演することもある。2023年10月から放送開始の「明け方にほめるラジオ」ではレギュラーで出演。
- いっちゃん （声：不明）

イイダコのゆるキャラ。大阪出身。
- 青山ゲソ　（声：不明）

アオリイカのゆるキャラ。物知りであり、メガネをかけているのが特徴。